# Frankenstein i l'home llop
 Frankenstein i l'home llop  (títol original en anglès: Frankenstein Meets the Wolf Man) és una pel·lícula de Roy William Neill estrenada el 1942 destacant Lon Chaney Jr. en el paper de Lawrence Talbot àlies l'home llop, Bela Lugosi en el paper del monstre de Frankenstein i Patric Knowles. És la continuació de la pel·lícula  The Wolf Man  de George Waggner de 1941. Ha estat doblada al català.

## Repartiment
- Lon Chaney Jr.: Lawrence Stewart Talbot
- Ilona Massey: Baronne Elsa Frankenstein
- Patric Knowles: Doctor Frank Mannering
- Lionel Atwill: L'alcalde
- Bela Lugosi: El monstre de Frankenstein
- Maria Uspénskaia: Maleva
- Dennis Hoey: Inspector Owen
- Don Barclay
- Rex Evans
- Dwight Frye
- Harry Stubbs
- Jeff Corey
- Martha Vickers: Margareta
- Cyril Delevanti: Freddy Jolly